# Genoplesium superbum
Genoplesium superbum är en orkidéart som beskrevs av David Lloyd Jones. Genoplesium superbum ingår i släktet Genoplesium och familjen orkidéer.
Artens utbredningsområde är New South Wales. Inga underarter finns listade i Catalogue of Life.